# 喜入友浩
喜入 友浩（きいれ ともひろ、1993年8月27日 - ）は、TBSテレビのアナウンサー。

## 経歴
アメリカ合衆国カリフォルニア州の生まれで、4歳から福岡県で育つ。福岡教育大学附属福岡中学校、福岡県立修猷館高等学校を卒業後、1年間の浪人を経て、東京大学理科一類に入学。
同大学在学中は、教育学部総合教育科学科・心身発達科学専修（身体教育学コース）に所属。また、小学校2年時から野球を続けてきたことを背景に、硬式野球部の捕手として東京六大学野球のリーグ戦に出場した。リーグ戦では、1学年後輩で、卒業後に北海道日本ハムファイターズへ入団した宮台康平投手（東京ヤクルトスワローズへの移籍を経て2022年に現役を引退）ともバッテリーを組んでいる。
その一方で、スポーツアナウンサーになることを志望。就職活動に際しては、放送局3社に対して、アナウンサー職のみでエントリーシートを提出した。手品が好きで、入社試験の面接で「野球がなければ何が残るか?」と聞かれた際には、その場でスプーンを曲げるなどの手品を披露したという。2017年4月1日付でアナウンサーとしてTBSテレビへ入社。同期入社のアナウンサーは山形純菜と山本里菜で、東京大学硬式野球部の出身者が民放キー局のアナウンサーに採用された事例は初めて。
入社後の2017年7月14日に、「赤坂デリシャカス」のPRを兼ねて、同期の山形・山本とともに 『毒蝮三太夫のミュージックプレゼント』（TBSラジオ）で「初鳴き」（番組デビュー）を経験。TBSテレビの報道番組『Nスタ』の日曜版では、同年9月3日から2018年9月30日までメインキャスター、2018年10月7日から2019年5月26日までスポーツキャスターを務めた。
2018年からは、スポーツアナウンサーとしても活動。2021年開催の2020東京パラリンピックでは、TBSラジオの番組に向けて、一部の競技の取材を担当した。同年10月1日から『THE TIME'』『THE TIME,』（いずれも平日早朝の情報番組）で「ニュース班」の一員として報道系中継のリポーターも務めてきたが、2023年1月4日から『news23』のフィールドキャスターへ異動。
また、TBSラジオでは2019年4月18日から2022年3月24日まで、毎月第3・第4木曜日に『伊集院光とらじおと』（月 - 木曜日午前中の生ワイド番組）のアシスタントを担当。担当期間中からパラスポーツの取材を始めたほか、2021年9月開催の2020東京パラリンピックでは、TBSラジオ向けの取材リポートを担当した。2022年3月31日からの後継番組『パンサー向井の＃ふらっと』でも、木曜日に隔週でアシスタントを務めていて、『news23』のフィールドキャスター就任後も出演を続けている。なお、『news23』では2023年9月29日から金曜日のキャスターに昇格する。
2024年3月21日、『パンサー向井の＃ふらっと』に出演した際、結婚したことを発表した。

## 人物
身長179cm、体重77㎏。手品については、TBSテレビへの入社後も、スポーツ関連以外のテレビ番組で折に触れて披露している。中学3年の2008年10月、「第60回全日本中学校英語弁論大会 福岡県大会」に30名参加した中で6位に入賞したことがある。野球では右投右打で、修猷館高校の硬式野球部では2年秋から正捕手を務めた。しかし、甲子園球場の全国大会とは無縁のまま、1年間の浪人生活を経て東京大学へ進学。東京六大学野球のリーグ戦には、2年時の秋季から正捕手として出場していた。リーグ戦には、通算で64試合に出場。202打数40安打（打率.198）、1本塁打という成績を残した。本塁打を放ったのは2年時の秋季リーグ戦で、早稲田大学の左投手・大竹耕太郎 から記録している。3年時（2015年）の春季リーグ戦では、5月23日の対法政大学戦でチームの勝利に貢献するとともに、入学前（2010年の秋季）から続いていた東京六大学リーグ最長連敗記録を94で阻止。副将を務めていた4年時には、日本代表（東京六大学野球選抜）チームの一員として、オランダのハーレムベースボールウィークに参加している。4年時の2016年9月16日には、東京六大学秋季リーグ・対慶應義塾大学1回戦に捕手として出場したが、チームは加藤拓也 の前にノーヒットノーランを喫した。
入社1年目の2017年には、宮台がNPBドラフト会議の指名候補選手の1人に挙げられていたことから、会議当日（10月26日）に東京大学内の記者会見場で待機。宮台が日本ハムから7巡目で指名されたことを受けて開かれた記者会見では、指名を祝う言葉を宮台に伝えたうえで、TBSの取材リポーターとして宮台に質問を投げ掛けた。『THE TIME,』の放送開始に際しては、後輩の篠原梨菜とともに「ニュース班」へ配属。気象予報士資格の取得を視野に、開始前の2021年8月から2人揃って気象予報士試験を受験している。ちなみに、最初に臨んだ第56回（令和3年度第1回）試験では、全3科目のうち1科目で合格、2022年以降も受験を続けている。

## 出演
- スポーツ中継（野球、ゴルフ、陸上、駅伝、サッカー、バレーボール、スポーツクライミング、競馬、ブラインドサッカーなど）
  - プロ野球では、2020年7月26日にDeNA対広島戦（横浜）のBS-TBS・TBSチャンネル2・スカパー!オンデマンド・Paravi向け中継で実況デビュー。以降は、『S☆1 BASEBALL』として放送される地上波向けのテレビ中継にも随時出演している。
    - TBSラジオでは喜入のTBSテレビ入社2年目（2018年）からプロ野球中継を自社で放送していないが、2020年8月6日のDeNA対中日ドラゴンズ戦（横浜）では、CBCラジオ向けの裏送り制作分ながら、ラジオ中継でも実況デビューを果たした。

  - TBSテレビが全国ネット向けに制作するニューイヤー駅伝やクイーンズ駅伝のテレビ中継では、バイクからのリポートを主に担当している。
  - 『news23』のフィールドキャスターへ就任した2023年1月以降も、同番組が放送されない週末のスポーツ中継に限って実況やリポートを継続。同年4月の2023 マスターズ・トーナメントでは、ラウンドリポーターとして日本国内向けの中継に初めて参加するかたわら、『news23』向けの取材リポートも任されている。

### テレビ

#### 現在
- news23
  - フィールドキャスター：2023年1月4日 -
  - キャスター（金曜日担当）：2023年9月29日[12] -

- 噂の!東京マガジン（2024年9月15日 - 、BS-TBS） - レギュラーメンバー

#### 過去
- Nスタ日曜版（2017年9月3日 - 2019年5月26日[9]）
  - メインキャスター：2017年9月3日 - 2018年9月
  - スポーツキャスター：2018年10月 - 2019年5月26日
- 開運音楽堂（第4代MC、2019年5月 - 2023年3月）
- JNN NEWS
  - 『ラヴィット!』への内包分（水曜日9時台：2021年3月31日 - 9月29日）
  - 『S☆1』への内包分（日曜日の深夜：2021年9月まで『JNNフラッシュニュース』と合わせて隔週に担当）
- ひるおび
  - 月曜日午前枠のプレゼンター：2019年4月 - 2021年9月27日
  - 水曜日午前枠のプレゼンター：2022年10月5日 - 2022年12月28日
- THE TIME‘／THE TIME,（2021年10月4日 - 2022年12月27日）
  - 「ニュース班」の一員（B班）として、月・火曜日を中心にフィールドキャスターや生中継のリポーターを担当。
- 東大王スペシャル（2021年1月13日、アナウンサーチームの一員として後輩の野村彩也子と共に出演）
- 日曜劇場
  - 日本沈没-希望のひと- 第6話（2021年11月21日）
  - 下剋上球児:配信番組『下剋上セレクション〜ドラマ出演を懸けた熱き予選大会〜』第8回（2023年12月9日配信）のMCを担当。
- 中居正広の金曜日のスマイルたちへ（2018年から「ひとり農業」などのロケに参加）
- TBS NEWS - TBS NEWS（CS放送）内で随時担当。

### ラジオ

#### 過去
- ジェーン・スー 生活は踊る（2018年4月26日.2019年8月22日.2023年5月29日.11月5日) 2018年度はジェーンスーの代打それ以降は蓮見孝之と小笠原亘と杉山真也の代打
- 伊集院光とらじおと（2019年4月18日 - 2022年3月24日） - 木曜日アシスタント
  - 2021年9月までは第3・4週のみ、同月30日からは毎週出演。
- 土曜ワイドラジオTOKYO ナイツのちゃきちゃき大放送（2019年8月10・17日、2022年7月30日） - 中継コーナー「ちゃきちゃきリポート TOKYO潜入大作戦」代理リポーター
- パンサー向井の＃ふらっと（2022年3月31日 - 2024年3月21日） - 「アシスタント」という肩書で隔週木曜日に出演
  - 前番組の『パンサー向井の＃ふらっと』から続投。実際には、メインパーソナリティの向井慧（パンサー）が木曜日のみ隔週で出演することが放送の開始前から決まっていたため、向井が登場しない週の木曜日に髙橋ひかる（初代の木曜パートナー）と共同で生放送を進行していた。
  - 『THE TIME,』への最終出演日であった2022年12月27日（火曜日）には、本来の火曜パートナー・田中直樹（ココリコ）が体調不良で休演したことを受けて、同番組の本番後にパートナー代理を急遽務めた。前述したように、最終出演日のエンディングで結婚を発表するとともに、髙橋と揃って番組を卒業。
- 朗読のミカタ（平日の午後に放送されるJRN全国ネット向けの収録番組）
  - 2022年11月14 - 18日：プライベートで日記を付けていることを踏まえて、日本を代表する文豪・喜劇人が生前に綴った日記や、日記形式からの小説[注 4]から放送向けに抜粋・編集した一節を朗読。
  - 2023年1月2 - 5日：同年最初の週に放送されることから「お正月」をテーマに和歌やかるたを放送向けに抜粋して朗読。なお、この週から同番組放送枠で、毎週金曜日に土屋礼央がパーソナリティを務める『三井ダイレクト損保 presents 強くてやさしい金曜日』を編成したため、週4回の放送になって以降初の出演者となった。
  - 2023年2月20 - 23日：リスナーからリクエストが寄せられた「戦国武将の手紙」をテーマに、内容を現代語にして放送用にアレンジしたものを朗読。同番組では初めてとなる3回目の「読み手」を担当。なお、同年3月30日（木曜日）の番組終了までに担当したTBSアナウンサー（ただし最終週はTBSアナウンサーではなくフリーアナウンサーの赤江珠緒が担当）の中で、放送回数にして最も多い計13回分の朗読を担当した。
- さようなら六代目三遊亭円楽 （2022年12月27日の22:00 - 23:00に放送） - ナレーター
  - 伊集院が落語家として修業していた時期の師匠に当たる三遊亭円楽 (6代目) が、2022年9月30日に72歳で永眠したことを受けて編成された追悼特別番組。伊集院が進行役を務めたほか、三遊亭小遊三をゲストに迎えた。
- THOMAS Presens High school a GO GO‼（リポーター／不定期）
- 池崎大輔 パラスポーツの「あ」（「井上貴博 土曜日の『あ』」内、2022年4月2日 - 2023年9月）
  - 『伊集院光とらじおと』の木曜アシスタント時代に「伊集院光と喜入友浩とパラスポーツと」というコーナーを担当していたことを背景に、車椅子ラグビーの現役選手である池崎がパーソナリティを務めるコーナーへアシスタントとして出演。
- 森本毅郎・スタンバイ! - 「スポーツスタンバイ」（スポーツコーナー）に不定期で出演
- 爆笑問題の日曜サンデー（競馬コーナー実況）